# Grupo de Lorentz
En física, el grupo de Lorentz {\displaystyle {\mathcal {L}}} es el grupo de todas las transformaciones de Lorentz del espacio de Minkowski, la composición clásica de todos los fenómenos físicos no gravitacionales. Es el grupo de isometría más grande posible que deja invariante el producto minkowskiano de dos vectores. Matemáticamente es un subgrupo del grupo lineal {\displaystyle GL(\mathbb {R} ^{4})} y también puede ser dotado de la estructura de grupo de Lie.
El grupo de Lorentz puede ser visto como un subgrupo de un grupo más general, el grupo de Poincaré.

## Definición
El grupo de Lorentz es isomorfo al grupo ortonormal generalizado {\displaystyle O(3,1)\,}, es decir, el grupo de transformaciones lineales que deja invariante la métrica del espacio de Minkowski o grupo de isometría del espacio de Minkowski. Matemáticamente está formado por cualquier matriz que satisfaga la relación:

{\displaystyle {\begin{pmatrix}\Lambda _{00}&\Lambda _{10}&\Lambda _{20}&\Lambda _{30}\\\Lambda _{01}&\Lambda _{11}&\Lambda _{21}&\Lambda _{31}\\\Lambda _{02}&\Lambda _{12}&\Lambda _{22}&\Lambda _{32}\\\Lambda _{03}&\Lambda _{13}&\Lambda _{23}&\Lambda _{33}\end{pmatrix}}{\begin{pmatrix}-1&0&0&0\\0&1&0&0\\0&0&1&0\\0&0&0&1\end{pmatrix}}{\begin{pmatrix}\Lambda _{00}&\Lambda _{01}&\Lambda _{02}&\Lambda _{03}\\\Lambda _{10}&\Lambda _{11}&\Lambda _{12}&\Lambda _{13}\\\Lambda _{20}&\Lambda _{21}&\Lambda _{22}&\Lambda _{23}\\\Lambda _{30}&\Lambda _{31}&\Lambda _{32}&\Lambda _{33}\end{pmatrix}}={\begin{pmatrix}-1&0&0&0\\0&1&0&0\\0&0&1&0\\0&0&0&1\end{pmatrix}}}

O en forma matricial más compacta:

{\displaystyle {\boldsymbol {\Lambda }}^{T}{\boldsymbol {\eta }}{\boldsymbol {\Lambda }}={\boldsymbol {\eta }}\qquad {\boldsymbol {\eta }}{\overset {\underset {\mathrm {def} }{}}{=}}{\begin{pmatrix}-1&0&0&0\\0&1&0&0\\0&0&1&0\\0&0&0&1\end{pmatrix}}}

El grupo de Lorentz no es el conjunto más general de transformaciones que dejan invariantes las ecuaciones de la teoría general de la relatividad, ya que no incluye las traslaciones espacio temporales. De hecho, el grupo de Lorentz es el subgrupo maximal del grupo de Poincaré tal que no incluye las traslaciones.

## Subgrupos
El grupo de Lorentz está formado por cuatro componentes conexas, algunos de los subgrupos más importantes de dicho grupo son:
- El subgrupo con transformaciones de Lorentz cuyo determinante es igual a 1, se designa como {\displaystyle {\mbox{SO}}(3,1,\mathbb {R} )}.
- El subgrupo de Lorentz de trasformaciones propias, que es un subgrupo del anterior tal que todas las transformaciones dentro de él cumplen que {\displaystyle \Lambda _{00}>0}, se designa como {\displaystyle {\mbox{SO}}^{+}(3,1,\mathbb {R} )}.
- El subgrupo de rotaciones en {\displaystyle \mathbb {R} ^{3}} isomorfo a {\displaystyle {\mbox{SO}}(\mathbb {R} ^{3})}, que es un subgrupo del anterior.
- El subgrupo de transformaciones ortocrono formado por todas aquellas transformaciones tales que {\displaystyle \Lambda _{00}>0}, se designa como {\displaystyle {\mbox{O}}^{+}(3,1,\mathbb {R} )}

### Grupo de Lorentz propio
El grupo de Lorentz propio {\displaystyle {\mbox{SO}}^{+}(3,1,\mathbb {R} )} consta de todos los elementos de determinante unidad, que no incluyan ninguna inversión temporal o espacial. El grupo de Lorentz propio es un subgrupo conexo, de hecho coincide con la componente conexa maximal que contiene al elemento neutro o identidad. Dicho grupo es isomorfo al grupo de Möbius {\displaystyle {\mbox{PSL}}(2,\mathbb {C} )}.

### Inversión espacial
La inversión espacial es una transformación abstracta relacionada con la paridad física. Matemáticamente una operación de inversión espacial pura tiene la forma:

{\displaystyle {\begin{pmatrix}\Lambda _{00}&\Lambda _{10}&\Lambda _{20}&\Lambda _{30}\\\Lambda _{01}&\Lambda _{11}&\Lambda _{21}&\Lambda _{31}\\\Lambda _{02}&\Lambda _{12}&\Lambda _{22}&\Lambda _{32}\\\Lambda _{03}&\Lambda _{13}&\Lambda _{23}&\Lambda _{33}\end{pmatrix}}={\begin{pmatrix}(-1)^{\alpha }&0&0&0\\0&(-1)^{\beta }&0&0\\0&0&(-1)^{\gamma }&0\\0&0&0&1\end{pmatrix}}}

Siendo alguno de los números {\displaystyle \alpha ,\beta ,\gamma } un número impar. Si los tres números son impares entonces se tiene una operación de inversión espacial según las tres direcciones espaciales  denominada simetría P, importante desde el punto de vista de la teoría cuántica de campos.

### Inversión temporal
La inversión temporal es una transformación abstracta relacionada con una de las operaciones de la simetría CPT. Matemáticamente una operación de inversión temporal pura tiene la forma:

{\displaystyle {\begin{pmatrix}\Lambda _{00}&\Lambda _{10}&\Lambda _{20}&\Lambda _{30}\\\Lambda _{01}&\Lambda _{11}&\Lambda _{21}&\Lambda _{31}\\\Lambda _{02}&\Lambda _{12}&\Lambda _{22}&\Lambda _{32}\\\Lambda _{03}&\Lambda _{13}&\Lambda _{23}&\Lambda _{33}\end{pmatrix}}={\begin{pmatrix}1&0&0&0\\0&1&0&0\\0&0&1&0\\0&0&0&-1\end{pmatrix}}}

## Espacio recubridor
El grupo de Lorentz no es un grupo conexo, aunque sí lo es el grupo formado por las transformaciones de Lorentz propias. Aunque este subgrupo es conexo no es simplemente conexo. Su espacio recubridor es precisamente el grupo especial lineal complejo de dos dimensiones {\displaystyle {\mbox{SL}}(2,\mathbb {C} )}, que puede identificarse con el grupo de las matrices de componentes complejas de 2x2 y determinante igual a la unidad:

{\displaystyle P=\left[{\begin{matrix}a&b\\c&d\end{matrix}}\right],\;ad-bc=1}

Para ver la relación entre el grupo de Lorentz y su grupo recubridor, consideremos un punto del espacio de Minkowski en forma de matriz hermítica:

{\displaystyle X=\left[{\begin{matrix}ct+z&x-iy\\x+iy&ct-z\end{matrix}}\right]}

Cuyo determinante es precisamente {\displaystyle \det \,X=c^{2}t^{2}-x^{2}-y^{2}-z^{2}}
Y entonces la acción del grupo {\displaystyle SL(2,\mathbb {C} )} sobre el espacio de Minkowski puede escribirse como:

{\displaystyle X\rightarrow {\bar {X}}=PXP^{*}}

Y esa acción sobre matrices hermíticas es equivalente a la acción del grupo de Lorentz sobre el espacio-tiempo de Minkowski. Un detalle importante es que tanto la matriz P como su negativa -P inducen la misma transformación de Lorentz. De hecho, la aplicación inducida de {\displaystyle {\mbox{SL}}(2,\mathbb {C} )} en el grupo de Lorentz es dos a uno.
Una propiedad interesante del grupo {\displaystyle {\mbox{SL}}(2,\mathbb {C} )} es que es semisimple lo cual permite construir sus representaciones de una manera peculiar simple, como suma directa de representaciones irreducibles. Este hecho es muy importante en las aplicaciones físicas. Esta propiedad hace que en realidad el grupo de Lorentz de la relatividad especial más sencillo de manejar matemáticamente que el grupo de Galileo de la mecánica newtoniana.
La aplicación {\displaystyle \phi :{\mbox{SL}}(2,\mathbb {C} )\to {\mbox{SO}}^{+}(3,1,\mathbb {R} )} dada por:

{\displaystyle {\begin{bmatrix}a&b\\c&d\end{bmatrix}}\mapsto {\begin{bmatrix}{\Lambda ^{0}}_{0}&{\Lambda ^{0}}_{1}&{\Lambda ^{0}}_{2}&{\Lambda ^{0}}_{3}\\{\Lambda ^{1}}_{0}&{\Lambda ^{1}}_{1}&{\Lambda ^{1}}_{2}&{\Lambda ^{1}}_{3}\\{\Lambda ^{2}}_{0}&{\Lambda ^{2}}_{1}&{\Lambda ^{2}}_{2}&{\Lambda ^{2}}_{3}\\{\Lambda ^{3}}_{0}&{\Lambda ^{3}}_{1}&{\Lambda ^{3}}_{2}&{\Lambda ^{3}}_{3}\end{bmatrix}}}
{\displaystyle {\begin{matrix}{\Lambda ^{0}}_{0}={\frac {1}{2}}(a{\bar {a}}+b{\bar {b}}+c{\bar {c}}+d{\bar {d}}),&{\Lambda ^{0}}_{1}={\frac {1}{2}}(a{\bar {b}}+c{\bar {d}}+{\bar {a}}b+{\bar {c}}d),\\{\Lambda ^{0}}_{2}={\frac {i}{2}}(a{\bar {b}}+c{\bar {d}}-{\bar {a}}b-{\bar {c}}d),&{\Lambda ^{0}}_{3}={\frac {1}{2}}(a{\bar {a}}-b{\bar {b}}+c{\bar {c}}-d{\bar {d}}),\\{\Lambda ^{1}}_{0}={\frac {1}{2}}(a{\bar {c}}+{\bar {a}}c+b{\bar {d}}+{\bar {b}}d),&{\Lambda ^{1}}_{1}={\frac {1}{2}}(a{\bar {d}}+{\bar {b}}c+b{\bar {c}}+{\bar {a}}d),\\{\Lambda ^{1}}_{2}={\frac {i}{2}}(a{\bar {d}}+{\bar {b}}c-b{\bar {c}}-{\bar {a}}d),&{\Lambda ^{1}}_{3}={\frac {1}{2}}(a{\bar {c}}+{\bar {a}}c-b{\bar {d}}-{\bar {b}}d),\\{\Lambda ^{2}}_{0}={\frac {i}{2}}(-a{\bar {c}}+{\bar {a}}c-b{\bar {d}}+{\bar {b}}d),&{\Lambda ^{2}}_{1}={\frac {1}{2}}(-a{\bar {d}}+{\bar {b}}c-b{\bar {c}}+{\bar {a}}d),\\{\Lambda ^{2}}_{2}={\frac {1}{2}}(a{\bar {d}}-{\bar {b}}c-b{\bar {c}}+{\bar {a}}d),&{\Lambda ^{2}}_{3}={\frac {i}{2}}(-a{\bar {c}}+{\bar {a}}c+b{\bar {d}}-{\bar {b}}d),\\{\Lambda ^{3}}_{0}={\frac {1}{2}}(a{\bar {a}}+b{\bar {b}}-c{\bar {c}}-d{\bar {d}}),&{\Lambda ^{3}}_{1}={\frac {1}{2}}(a{\bar {b}}-c{\bar {d}}+{\bar {a}}b-{\bar {c}}d),\\{\Lambda ^{3}}_{2}={\frac {i}{2}}(a{\bar {b}}-c{\bar {d}}-{\bar {a}}b+{\bar {c}}d),&{\Lambda ^{3}}_{3}={\frac {1}{2}}(a{\bar {a}}-b{\bar {b}}-c{\bar {c}}+d{\bar {d}}),\end{matrix}}}

es una aplicación 2-a-1 es un morfismo continuo de grupos de Lie, y se denomina aplicación espinorial y tiene un papel destacado en la construcción de campos espinoriales. Puede demostrarse que la imagen bajo la aplicación espinorial del subgrupo {\displaystyle {\mbox{SU}}(2,\mathbb {C} )\subset {\mbox{SL}}(2,\mathbb {C} )} es el grupo de rotaciones, es decir, {\displaystyle \phi ({\mbox{SU}}(2,\mathbb {C} ))={\mbox{SO}}(3,\mathbb {R} )}.